# Грене
Грене (фр. Grenay) — коммуна во Франции, находится в регионе Рона — Альпы. Департамент коммуны — Изер. Входит в состав кантона Ла-Верпийер. Округ коммуны — Вьенн.
Код INSEE коммуны — 38184. Население коммуны на 2012 год составляло 1530 человек. Населённый пункт находится на высоте от 220 до 321 метров над уровнем моря. Муниципалитет расположен на расстоянии около 410 км юго-восточнее Парижа, 22 км юго-восточнее Лиона, 75 км северо-западнее Гренобля. Мэр коммуны — M. Jean-Marc Boitte, мандат действует на протяжении 2014—2020 гг.
Динамика населения (INSEE):